# گلیز ۵۷۰

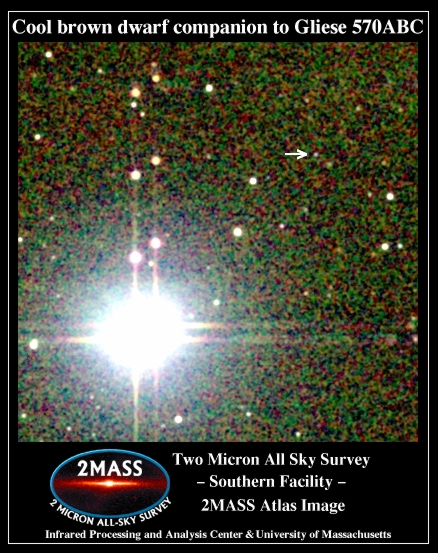
منظومهٔ ستاره‌ای سه‌تایی «گلیز ۵۷۰»، روئیت‌شده توسط 2MASS

گلیز ۵۷۰ یک ستاره است که در صورت فلکی ترازو قرار دارد.